# Rio Itajaí do Oeste
Rio Itajaí do Oeste är ett vattendrag i Brasilien.   Det ligger i delstaten Santa Catarina, i den södra delen av landet, 1 300 km söder om huvudstaden Brasília.
I omgivningarna runt Rio Itajaí do Oeste växer i huvudsak städsegrön lövskog. Runt Rio Itajaí do Oeste är det ganska tätbefolkat, med 116 invånare per kvadratkilometer.